# Hermann Adolf von Nagel
Hermann Adolf Theodor Johann Maria von Nagel (* 29. Juli 1732 Haus Vornholz, Ostenfelde; † 26. Juli 1782 in Münster) war Domherr in Münster und Paderborn, kurkölnischer Kämmerer, Amtsdroste in Stromberg sowie Kriegsrat.

## Leben

### Herkunft und Familie
Hermann Adolf von Nagel wuchs als Sohn des Edmund Friedrich Levin von Nagel und seiner Gemahlin Johanna Rosina Antoinetta von Tastungen zusammen mit seinen Geschwistern Louisa Wilhelmina Sophia Caroline († 1780, Stiftsdame in Freckenhorst) und  Franz Ferdinand in der uralten westfälischen Adelsfamilie von Nagel auf.
Am 16. Juli 1765 heiratete er Johanna Elisabeth von Doornick zu Schlangenburg. Aus der Ehe ging der Sohn Adrian Wilhelm hervor, sein Nachfolger im Amt des Drosten.

### Wirken
Am 26. Oktober 1747 erhielt Hermann Adolf eine Dompräbende in Hildesheim, die er in einem Rechtsstreit im Jahre 1751 wieder verlor. Zuvor wurde er am 27. Juli 1742 – bis zur Volljährigkeit unter der Verwaltung des Domherrn Hermann Caspar von Hanxleben – zum Amtsdrosten in Stromberg bestallt. Er tat es seinen Vorfahren gleich, die dieses Amt lange Zeit ausübten. Am 16. März 1753 wurde er kurkölnischer Kämmerer. Mit der Aufschwörung zur Münsterschen Ritterschaft am 17. Januar 1756 wurde er Vertreter im Landtag, einem Gremium, das sich aus den drei Ständen zusammensetzte. Seine Aufgabe bestand in der Regelung des Steuerwesens und ab 1774 auch des Fehdewesens im Hochstift Münster.
In der Zeit vom 6. März 1759 bis 19. November 1776 war er Kriegsrat. Durch Zuspruch des Papstes wurde Hermann Adolf im Jahre 1763 Domherr in Münster. Von seinem Bruder Franz Ferdinand erhielt er im April 1763 die Dompräbende in Paderborn, auf die er aber schon am 20. Januar 1764 verzichtete.
Am 19. Dezember 1780 wurde er Mitglied einer Landtagskommission.

## Ehrungen
- 29. September 1760 Großkreuzherr des St. Michael-Ritterordens
- 24. November 1762 Wirklicher Geheimer Rat